# 空飛ぶ机
『連続科学コメディー 空飛ぶ机』（れんぞくかがくコメディー そらとぶつくえ）は、1957年4月11日から同年6月27日までNHKテレビで放送されていた教養番組である。全12回。放送時間は毎週木曜 18:10 - 18:40 （日本標準時）。

## 概要
子供向け科学番組の草分け。
番組は3か月で同タイトルでの放送を終了し、『はてな劇場』へとリニューアルした。

## 出演者
- 須田哲夫
- 島田妙子
- 平凡太郎
- 大竹宏
- 劇団こまどり

## スタッフ
- 作 - 前田武彦
- 音楽 - 齋藤英美
- 監修 - 原田三夫